# Lubáň
Lubáň (polsky Lubań, hornolužickosrbsky Lubań, německy Lauban, latinsky Lauba Lusatorum) je polské město v Dolnoslezském vojvodství. Se svými přibližně 21 000 obyvateli tvoří samostatnou městskou gminu a zároveň je sídlem správy okresu Lubáň. Město se nachází v údolí řeky Kwisy na pomezí dvou historických zemí: Horní Lužice a Dolního Slezska. Jako nejvýchodnější člen Hornolužického šestiměstí zažila Lubáň svůj rozkvět v 16. století, počátkem 20. století proslula mimo jiné výrobou kapesníků, která představovala 95% německé produkce. Na konci druhé světové války bylo město ze dvou třetin zničeno. Po stanovení nové hranice se stalo součástí Polska, původní německé obyvatelstvo bylo vysídleno. Ve druhé polovině 20. století byla obnovena infrastruktura, město bylo dostavěno a z části rekonstruováno. Mezi nejvýznamnější pamětihodnosti patří renesanční radnice, pozůstatky gotického opevnění, solnice nebo kostel Panny Marie.

## Geografie

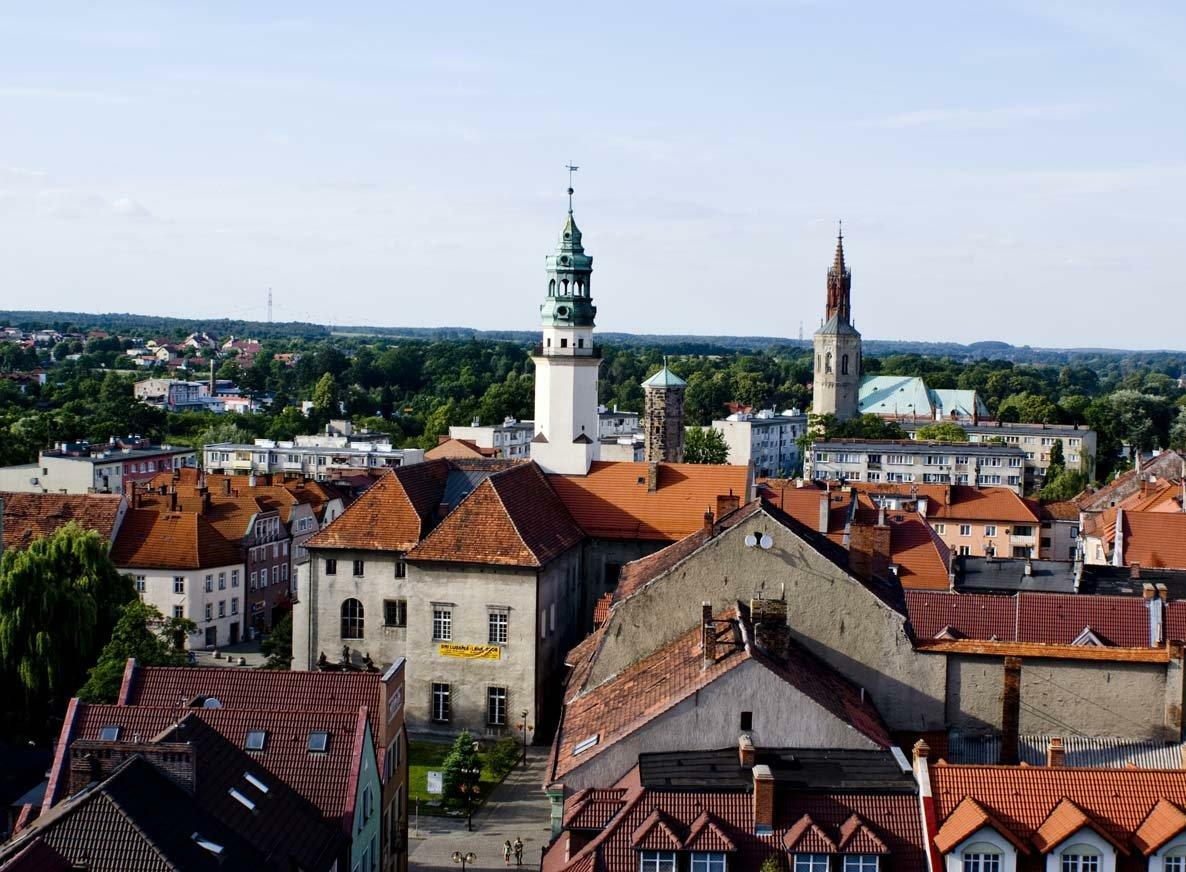
Pohled na Lubáň (uprostřed je radnice s věží, Kramářská a Trojiční věž s kostelem Nejsvětější Trojice)

### Poloha
Město Lubáň leží v severozápadní části Krkonošsko-jesenické subprovincie, která se v polštině a němčině označuje jako Sudety, uprostřed kopcovité krajiny předhůří Jizerských hor. Tato krajina se rozkládá na západ od Jelenohorské kotliny (Kotlina Jeleniogórska) a údolí řeky Bobru (Dolina Bobru) a na východ od údolí Lužické Nisy. Hlavní řekou regionu je Kwisa (něm. Queis), v jejímž údolí se Lubáň nachází. Město zaujímá plochu 1613 ha, z nichž tvoří asi 640 ha souvislá zástavba. Nejvyšším bodem je stráň na svahu bezejmenného 321 m vysokého kopce asi 1 km jihozápadně od lubáňské myslivny, tato ke kopci směřující trasa mezi obcemi Zaręba a Kościelnik má na hranicích katastru nadmořskou výšku 282 m n. m. Nejnižším bodem (205 m n. m.) je místo, kde se do Kwisy vlévá potok Łazek, na severním okraji města.

### Geologie
Geologické podloží této části předhůří Jizerských hor je složeno z metamorfovaných hornin, zejména z fylitů vzniklých ze sedimentů v období ordoviku, tedy před 443–485 miliony let. V oblasti těchto hornin se vyskytují také některé mladší jílovité břidlice a kvarcity ze siluru (419–443 miliony let). Teprve relativně nedávno, před 15–20 miliony let, docházelo v této oblasti k sopečné činnosti, která vytvořila četné kuželovité kopce. Z vodní plochy, která se později utvořila v údolí, pocházejí usazené hlíny těžené ve středověku v cihelně Księginki (Kerzdorf). Z vulkanické činnosti se zachovaly zbytky sopečných komínů a široká čedičová vrstva v lese u Lubáně. Interiér sopky je dosud patrný v některých kamenolomech, například Kamienna Góra v obci Księginki nebo Harcerska Góra a Ostróżek (275 m n. m.). Štěrkové a pískové vrstvy v oblasti Lubáně pocházejí z více než 100 m silného ledovce, který za doby ledové překrýval údolí Kwisy.

### Příroda

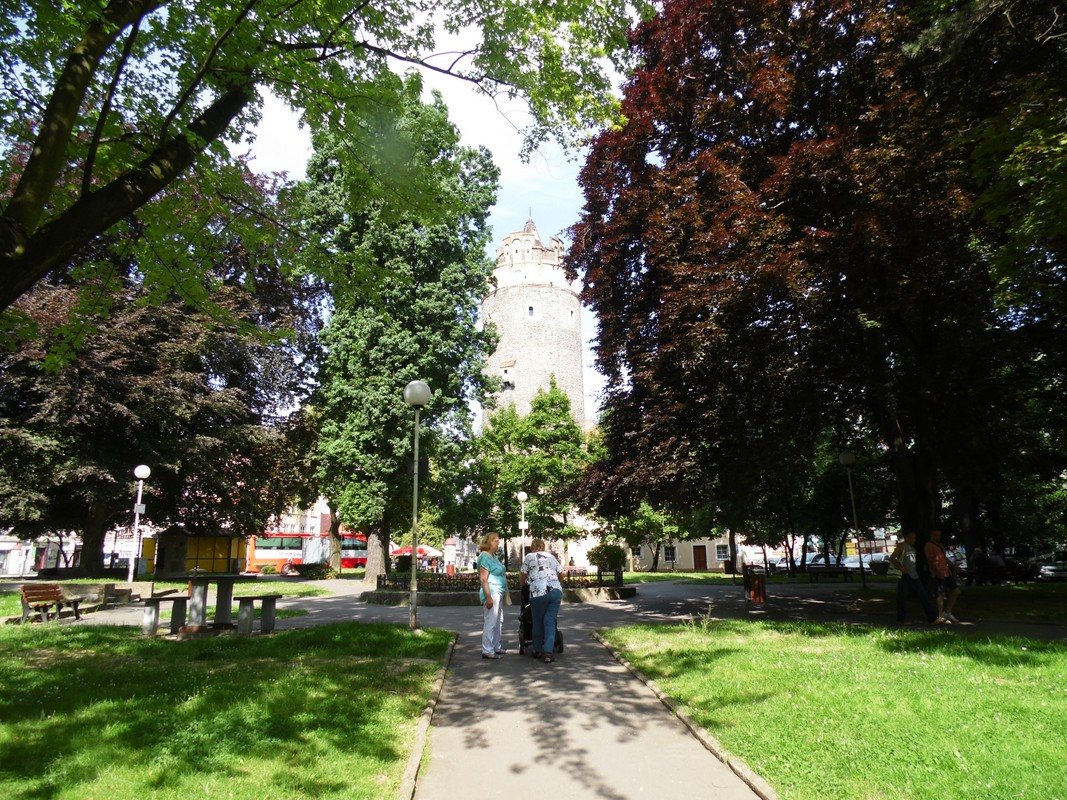
Pohled z parku na Bratrskou věž

Staletí lidské činnosti projevující se rozvojem sídel, těžbou čediče a regulací Kwisy změnila přírodní poměry v Lubáni a okolí. V okrajových oblastech města je dosud 55 ha smrkových, borovicových a smíšených lesů, jejichž společným znakem je nízký věk stromů. Zde rostou převážně kapradiny, ale také některé z části ohrožené rostliny například tři druhy orchidejí: vemeník dvoulistý, prstnatec májový a kruštík širolistý pravý. Z chráněných rostlin mimo jiné bledule jarní, osladič obecný a pravá zeměžluč okolíkatá. Na území města roste 61 stromů, které jsou chráněny jako přírodní památky. K nejstarším v Lubáni patří dva 250leté duby. Status přírodní památky má rovněž bývalý kamenolom Kamienna Góra. Zdejší fauna je zastoupena poměrně hojně, zahrnuje např. 37 druhů savců, z toho 7 druhů netopýrů. K chráněným druhům patří lasice hranostaj, lasice kolčava, veverka obecná, ježek západní, rejsek obecný, rejsek malý, rejsec vodní stejně jako netopýr velký, netopýr vodní, netopýr večerní a netopýr rezavý. Vedle srnčí zvěře se tu vyskytují četná zvířata z čeledi psovitých a lasicovitých. V městské oblasti hnízdí více než 75 druhů ptáků, např. ohrožený dravec luňák červený nebo krkavec velký, který v regionu vyhynul v 19. století a v sedmdesátých letech 20. století se opět usadil na východě Lužice. V bývalém čedičovém lomu potom žijí dva vzácné druhy: skřivan lesní a kulík říční.

### Městské části
Město Lubáň je samostatnou městskou gminou, která je od roku 1999 zároveň sídlem Lubáňského okresu (Powiat lubański). Uvnitř města nejsou žádné další samostatné správní obvody. Historické jádro se označuje jako Staré město (Stare Miasto), zbylou část centra (Śródmieście) tvoří tři předměstí: Przedmieścia Brackie, Mikołajskie, Zgorzeleckie. Kolem těchto předměstí se rozkládají sídliště: Osiedle Piastów, Osiedle Waryńskiego, Osiedle Zodiak, Osiedle Fabryczna a Osiedle Kolejowa. Neoficiálními místními částmi jsou obce Księginki a Uniegoszcz.

### Podnebí
Vzhledem ke svému umístění v západní části Polska, kde jsou vlivy Atlantiku zřetelné, patří podnebí v Lubáni mezi nejmírnější v zemi. Pouze v nížinách, ve kterých leží Lehnice, Vratislav nebo Štětín, je ještě tepleji. Průměrná roční teplota vzduchu zde činí asi 7,5 °C, vegetační období 222 dní v roce. V kombinaci s relativně vysokými hodnotami srážek (800 mm/rok) to vytváří příznivé podmínky pro využití zemědělské půdy. Městské mikroklima je diferencované. V údolí Kwisy je tepleji jak vzhledem k nižší poloze, tak k okolním kopcům, které chrání před západním větrem. Po severních svazích pak proudí nárazy teplého suchého větru, který je v Lubáni citelný.

## Historie

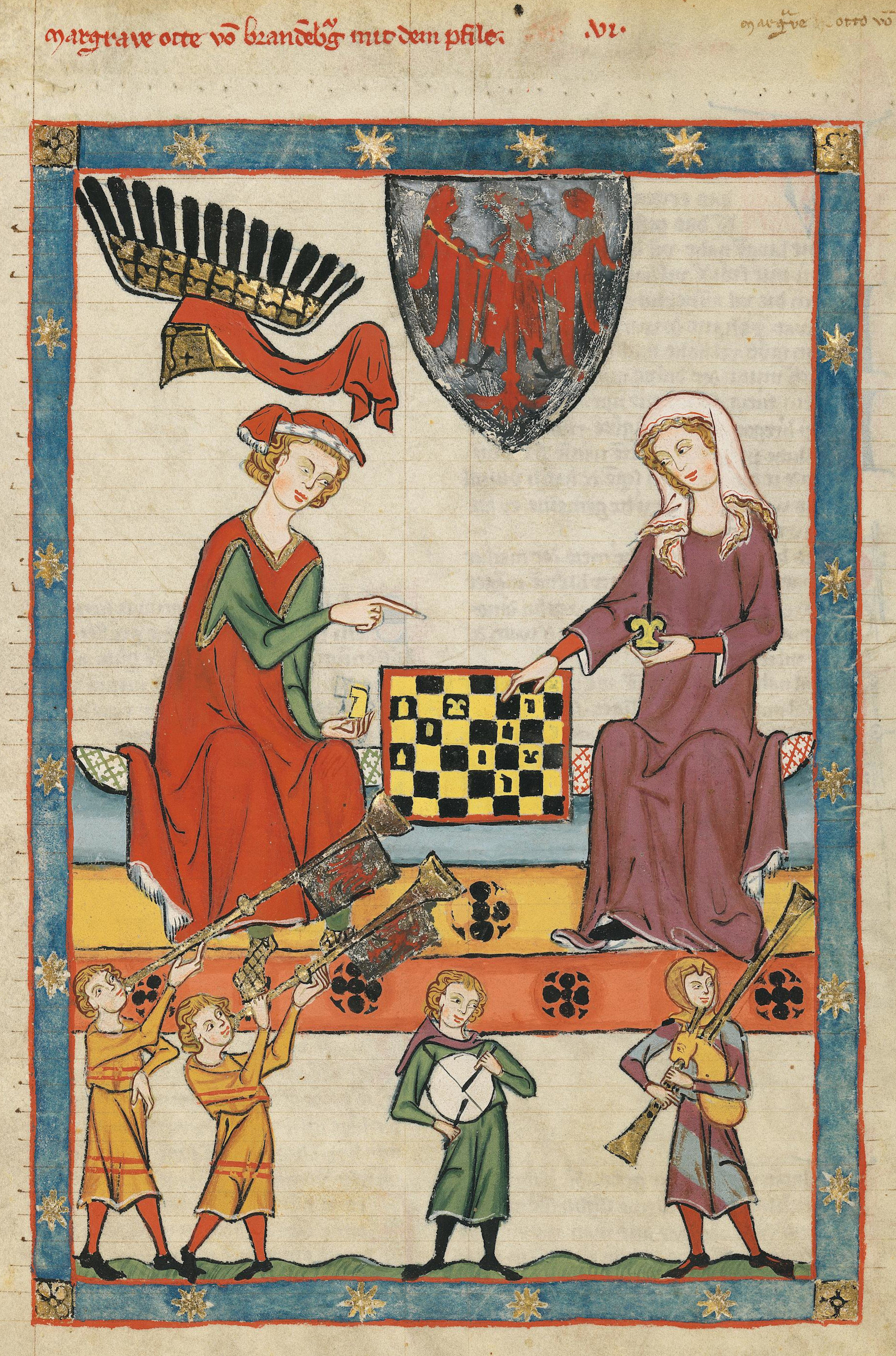
Markrabě Ota IV. Braniborský v Codexu Manesse (kolem roku 1300)

### Založení města
V oblasti dnešní Lubáně pravděpodobně existovalo slovanské osídlení. Připomíná je samotný název „Lubáň“, který má stejný základ jako Lubij (Löbau), Lubata (Löbauer Wasser) a celá řada dalších místních názvů např. Lublin, Lublaň nebo osobní jméno Lubomír, jež jsou odvozeny od praslovanského slovesa ljubiti, které vychází z praindoevropského kořene lewbʰ-. Toto osídlení se patrně nacházelo v místě dříve nazývaném Alt Lauban mezi Kwisou a Starolubáňským potokem (Alt Laubanbach / Potok Starolubański), kde jsou dnes ulice Łużycka a Starolubańska. Vedle onoho sídliště vzniklo kolem roku 1220 město s převažujícím německým obyvatelstvem, které v první polovině 13. století obdrželo městská práva, snad na základě práva magdeburského. V té době již měla Lubáň městskou radu a purkmistra, pro rozvoj obchodu pak byla důležitá příznivá poloha při Via regia. Území města patřilo s celou pozdější Horní Lužicí již od 1076 jako říšské léno českému království. Roku 1231 je však Václav I. daroval jako věno svému zeti Otovi III. Braniborskému. Ten před svou smrtí mezi své dědice rozdělil zemi na Budyšínsko a Zhořelecko podle přírodní hranice, kterou tvoří říčka Lubata (Löbauer Wasser). V dochovaném textu této závěti z roku 1268 je poprvé zmíněno „město Lubáň“, respektive: ciuitatem Luban. V roce 1273 zde byl založen klášter minoritů. Brzy poté, co v roce 1319 zemřel bez mužských potomků braniborský markrabě Waldemar, vznesl na toto území nárok český král Jan Lucemburský.

### Lubáň pod českou vládou

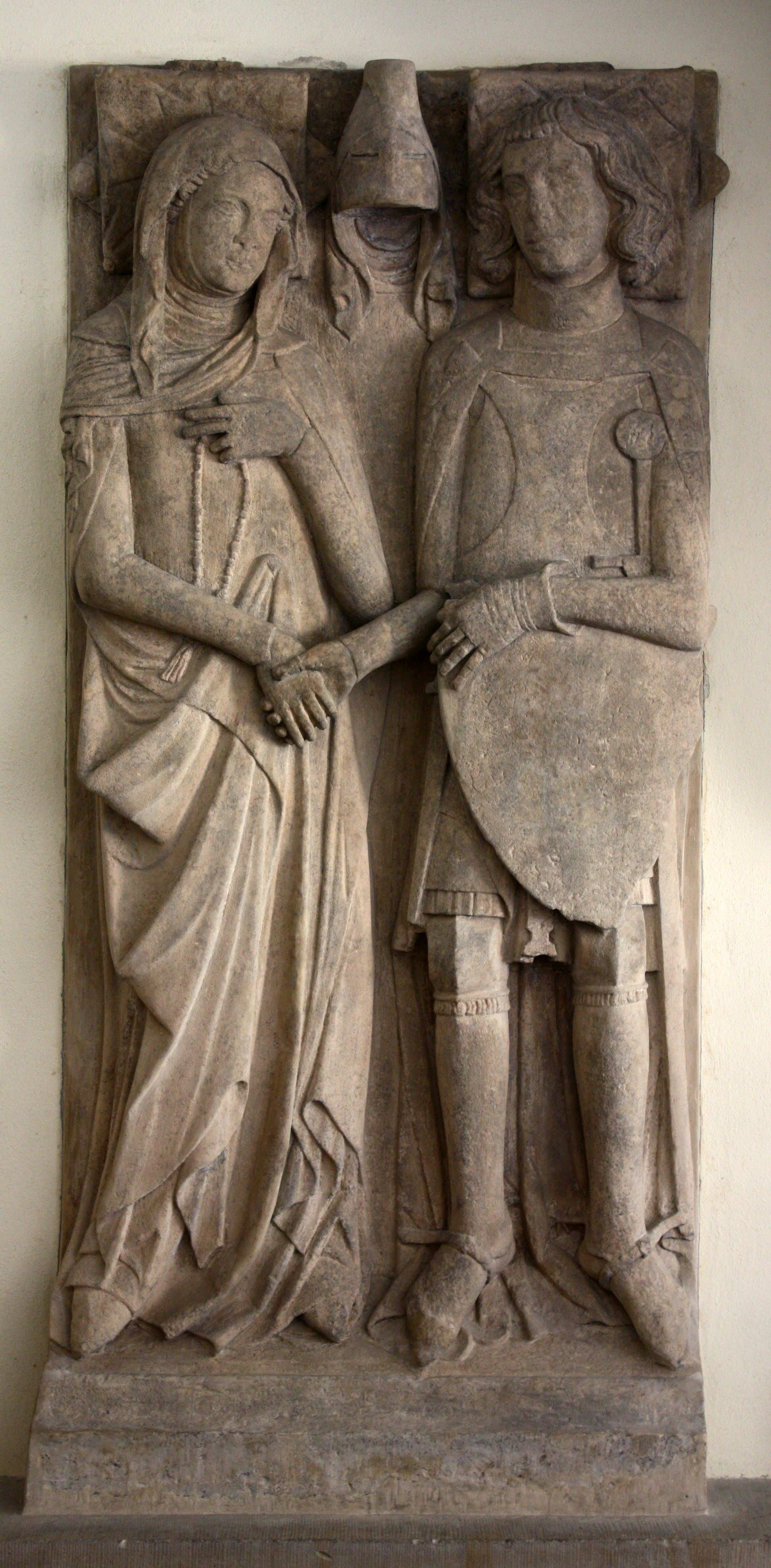
Náhrobek Jindřicha I. Javorského a Anežky Přemyslovny ve Lwówku Śląskim

Uchazečů o toto dědictví však bylo více, proto Jan přistoupil 22. září 1319 k dohodě a ponechal Zhořelecko na doživotí knížeti Jindřichu I. Javorskému. Jindřich v Lubáni roku 1320 založil klášter magdalenitek, za jeho správy vznikla díky jedné bohaté vdově nemocnice sv. Jakuba. Konečně roku 1344 propůjčil městu znak se dvěma klíči za to, že stálo při něm ve sporu s tzv. falešným Waldemarem. Ačkoliv Jindřich musel již v roce 1329 postoupit město Zhořelec českému králi, Lubáň a okolí Kwisy přešly jako uprázdněné léno na Jana Lucemburského teprve po Jindřichově smrti v roce 1346. V témže roce vstoupila Lubáň do Hornolužického šestiměstí. V roce 1347 pak Karel IV. potvrdil městu všechna privilegia. Z této doby pochází nejstarší zachovaný městský kostel Panny Marie (Frauenkirche / Kościół ewangelicki Maryi Panny). Výhody členství v městském svazu se v Lubáni již ve 14. století projevily hospodářskou stabilizací, rozvíjela se výroba sukna, pivovarnictví a obchod. Roku 1402 si měšťané koupili lubáňské fojtství, které založil Jindřich I. Javorský. V roce 1415 město upadlo do církevní klatby, když se jeden kněz v kostele zmocnil části stříbrné monstrance a městská rada ho za to nechala oběsit. Trest za svatokrádež totiž spadal do pravomoci církevního soudu, proto byl na Lubáň uvržen tříletý církevní interdikt a celá záležitost se řešila i na kostnickém koncilu. V roce 1420 propůjčil Zikmund Lucemburský městu právo svobodných voleb.
Obyvatelé Horní Lužice byli odpůrci husitství, což souvisí mimo jiné s tím, že jejich země byla za husitských válek opakovaně vystavena vojenským střetům. Zvlášť těžce byla postižena Lubáň, která byla dobyta hned dvakrát. Při prvním nájezdu v květnu 1427, kterému velel Prokop Holý a Velek Koudelník, se během obléhání pokoušel purkmistr Konrad Zeidler klást organizovaný odpor. 16. května se však husité dostali poškozenou hradbou do města a podle zprávy zhořelecké městské rady z června 1427 začali vraždit obyvatele Lubáně včetně kněží, mnichů, jeptišek, žen a dětí. O život přišli také uprchlí stoupenci pražské univerzity a kapituly sv. Víta, kteří zde našli útočiště. Město bylo obklíčeno, lidé se za zpěvu Salve Regina snažili zachránit v kostele. Počet zabitých mužů se při tehdejších pěti tisících obyvatel odhaduje na 1000. Vypálen byl klášter magdalenitek. Po dobytí, vyplenění a vypálení Lubáně se husité vydali dále do slezského vnitrozemí. V květnu 1431 se potom situace opakovala. Za oběť bojům padl mimo jiné lubáňský klášter minoritů i jeho obyvatelé. Po těchto útocích se město dostalo do finančních problémů, císař Zikmund je ale na 15 let osvobodil od všech plateb. V 15. století byla Lubáň vystavena četným epidemiím a požárům. V letech 1497–1498 zemřelo na mor až 3000 obyvatel.
Od začátku 16. století zavládl v Lubáni čilý stavební ruch, město se proměnilo v malou pevnost, vznikla solnice i nová radnice. Za vlády Matyáše Korvína a za Jagellonců vzrostlo pozemkové vlastnictví, přibyly vesnice Geibsdorf (1489), Tschirne (1501), Sächsisch Haugsdorf (1503), Lipschau-Dohms (1507) a část vesnice Gersdorf a/Queis (1518–1519 a 1543). V prvních letech vlády Ferdinanda I. Habsburského Lubánští získali ještě Waldau (1531) a Siegesdorf (1542). Od Vladislava Jagellonského dostalo město důležitá práva například povolení k velkému osmidennímu trhu („Johann-Jahrmarkt“), Ferdinand I. Habsburský zase Lubáni umožnil používání červeného pečetního vosku (1541). Již na přelomu 15. a 16. století se těšilo výborné pověsti lubáňské pivo a to nejen v Horní Lužici, ale také daleko za hranicemi markrabství. V roce 1500 se ve Svídnické pivnici ve Vratislavi podávalo pivo z Lubáně jako „obzvláště oblíbený nápoj“. Když přijel lubáňský právník a spisovatel Joachim Hosemann (1506–1668) do Wittenberka, vzal s sebou Lutherovi a Melanchthonovi soudek lubáňského piva, které si oba velmi cenili. V roce 1525 začal ve městě v luterském duchu kázat zhořelecký duchovní Georg Heu. Po tomto relativně pozdním přechodu k reformaci však ve městě nadále fungoval obnovený klášter magdalenitek a od 20. let 16. století až do třicetileté války se ve zdejším kostele Nejsvětější Trojice konaly jak protestantské, tak katolické bohoslužby.
Po trestu za nedostatečnou podporu císaře za šmalkaldské války (tzv. Pönfall) v roce 1547 přišla Lubáň jako ostatní členové Šestiměstí o svá privilegia a celý pozemkový majetek. Většinu vesnic, které město vlastnilo v období svého rozkvětu, se již nepodařilo získat zpět. Pouze obce Geibsdorf a Laubaner Hohwald mohly zůstat v majetku města po několik století. Finanční situaci Lubáně nezhoršila jen tato opatření, ale také povodně (1550, 1556), mor a městský požár (1554). K hospodářskému oživení došlo až ve druhé polovině 16. století. V 70. letech se ustavila obchodní komora výrobců plátna, jejíž stanovy byly potvrzeny městskou radou v roce 1577. Na přelomu 16. a 17. století se navzdory své okrajové poloze stala Lubáň krátce důležitým kulturním centrem Horní Lužice. Pozitivní vývoj ale přerušila třicetiletá válka a několikeré plenění města. Ve 20. až 30. letech 17. století v Lubáni několikrát přenocoval Albrecht z Valdštejna. V posledních letech války městská populace trpěla zejména pod útoky švédské armády. Jedním z následků války potom bylo předání markrabství Horní Lužice do správy saského kurfiřta Jana Jiřího I. poté, co byl uzavřen tzv. Pražský mír (1635).

### Lubáň pod saskou vládou

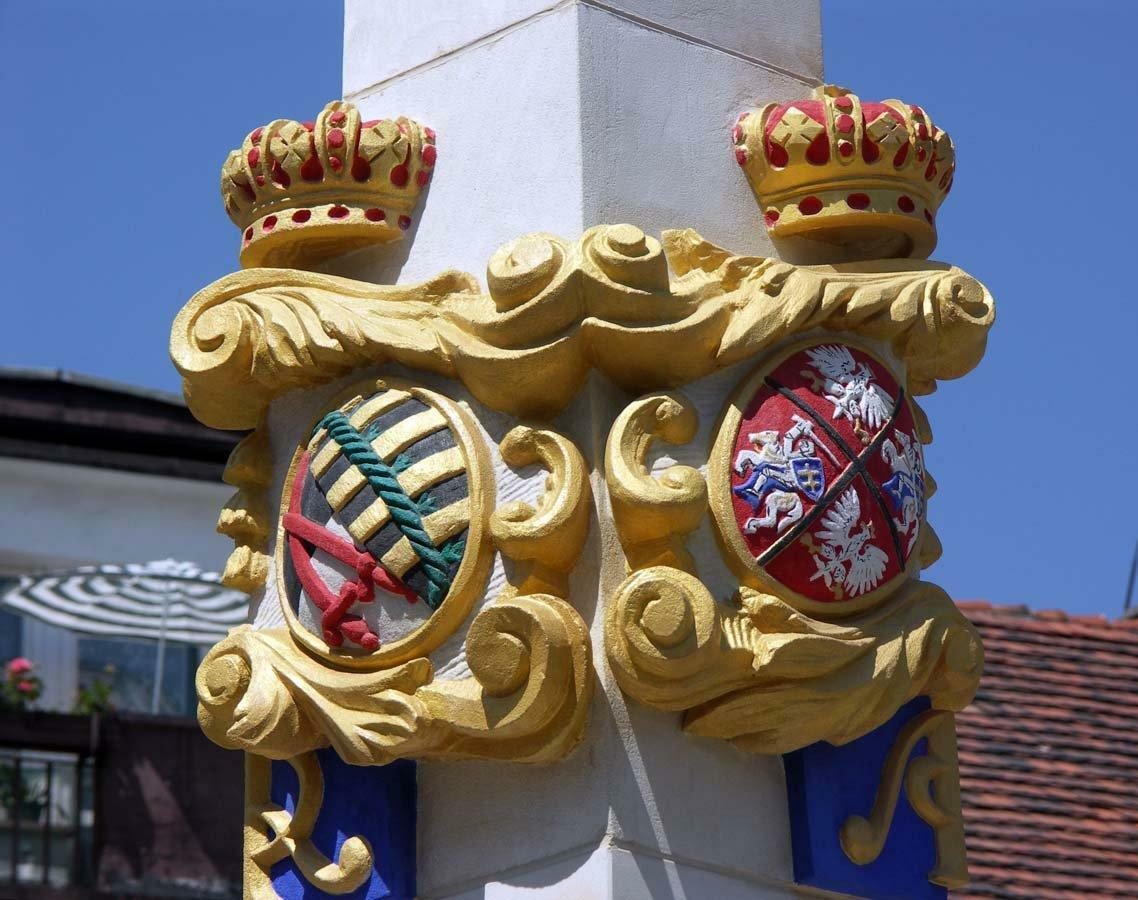
Saský a polsko-litevský erb na poštovním milníku v Lubáni

Nedlouho po skončení války, postihly město rozsáhlé požáry (1659, 1670 a 1696). K postupné obnově města přispěli i protestantští tkalci z Čech, kteří tu nalezli útočiště před náboženským pronásledováním. Nevytvořili zde však významnou komunitu, jako v Žitavě nebo v Budyšíně. Teprve na konci 17. století přišly dobré časy pro zdejší plátenictví a soukenictví. V dobách sasko-polské unie (1697–1763) profitovala Lubáň také z obchodu s hovězím dobytkem, který se dovážel z Polska. Na přelomu 17. a 18. století vznikly mimo jiné stavby jako kostel sv. Kříže a Dům Pod Lodí. V srpnu 1707 ve městě několik dní pobýval švédský král Karel XII. se svým vojskem, u nedalekého Henrykowa Lubańského (Katholisch Hennersdorf) pak byla svedena jedna z důležitých bitev slezských válek (1745). Za sedmileté války v roce 1757 město obléhala Pruská armáda. Bylo vypočítáno, že válečné ztráty města tehdy činily 422 000 tolarů, neboť Prusové od obyvatel Lubáně několikrát požadovali vysokou válečnou daň. Velkou zátěží byly rovněž náklady za průchod a ubytování vojska během napoleonských válek. V dubnu a květnu 1813 ve městě dvakrát přenocoval ruský car Alexandr I. Noc z 20. na 21. srpna téhož roku tu strávil Napoleon Bonaparte se svou armádou. Po vídeňském kongresu v roce 1815 připadla Lubáň po 180 letech v Saském státě Prusku a byla přiřazena k provincii Slezsko.

### Lubáň jako součást Pruska

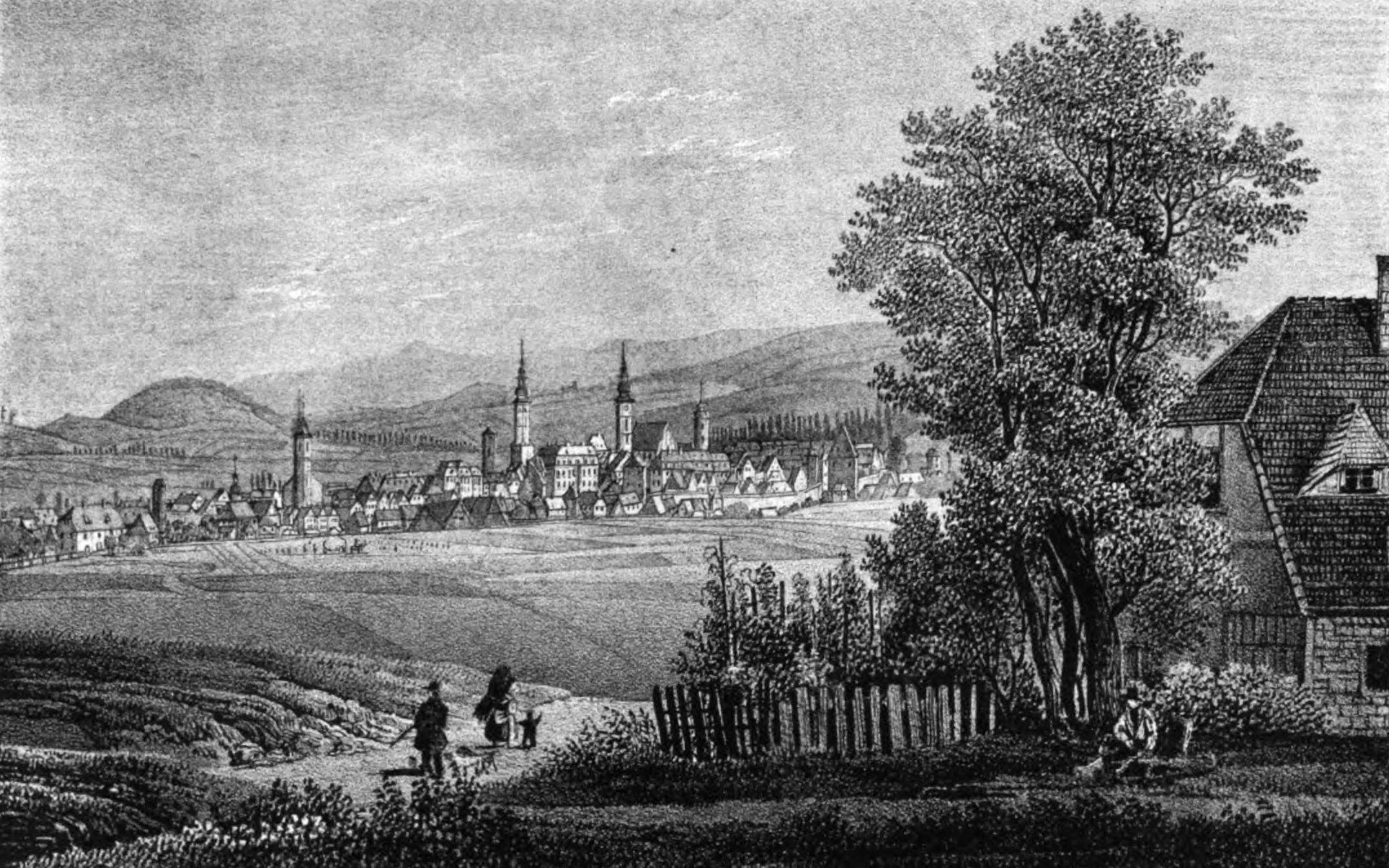
Pohled na Lubáň (1836)

V roce 1832 bylo v Lubáni zavedeno pruské městské uspořádání. O rok později si shromáždění místních reprezentantů zvolilo městské zastupitelstvo, které se skládalo ze starosty, syndika, pokladního a osmi radních. Po této reorganizaci mohlo město vést samostatnou hospodářskou politiku. V první polovině 19. století ovšem měšťané ztratili mnohá ze svých privilegií, která měla často původ ještě ve středověku. Na jaře roku 1848 došlo i zde ke společenským nepokojům. Ve 2. polovině 19. století začala pro město éra industrializace, což bylo umožněno zvláště se zavedením železnice. V letech 1865–1866 získala Lubáň spojení s Kohlfurtem (Węgliniec), Zhořelcem a Hirschbergem (Jelení Hora). Ještě v roce 1896 byla vybudována trať do města Marklissa (Leśna). Roku 1854 založil zednický mistr Albert Augustin keramický podnik, který používal hlínu z nalezišť u obce Holzkirch (Kościelnik). Tato firma se specializovala na výrobu vysoce ceněných červených fasádových cihel stejně jako architektonických detailů z terakoty. V průběhu 2. poloviny 19. století byla zbořena větší část hradeb včetně věží a bran. Vodní příkopy byly zasypány a místo nich vznikly pěší zóny. Některé ulice, jež byly v rámci opevnění slepé, byly prodlouženy. Mnohé další byly rozšířeny a nově vydlážděny. V roce 1863 byla vybudována městská plynárna, z níž bylo v 90. letech zásobováno přes 200 pouličních lamp. V roce 1894 začala instalace elektrického pouličního osvětlení. Po roce 1867 vznikla nová vodovodní síť a kanalizace (1870). Rozvoj průmyslu, především v oblasti textilní výroby, potravinářství, keramické a kovodělné produkce, vedl k nárůstu počtu obyvatel. Roku 1801 mělo město 5 000 obyvatel, v roce 1817 – 4363, 1828 – 5435, 1843 – 5832, 1861 – 6603, 1875 – 10 087, 1885 – 11 336, 1895 – 12 235.

### 1900–1945

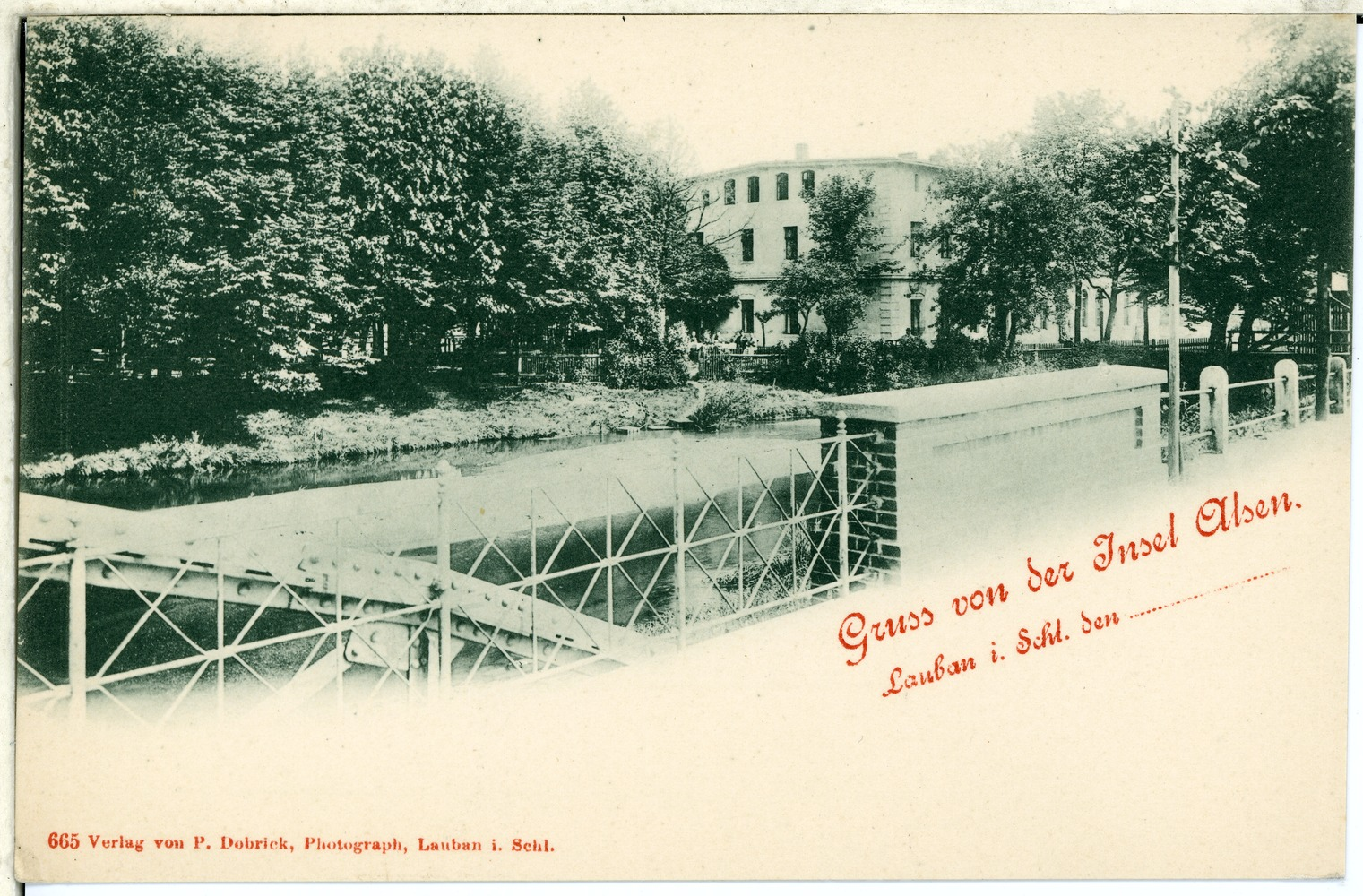
Ostrov Alsen mezi dvěma rameny řeky Kwisy v místní části Bertelsdorf (Uniegoszcz) – 1898

Specializovanou oblastí lubáňské textilní produkce byla výroba kapesníků. Kolem roku 1928 jich zde bylo za týden vyrobeno 3 miliony kusů, což celkově představovalo 95% německé produkce. Tehdejší reklamní slogan bez velkého přehánění tvrdil, že „Lubáň čistí světu nos“. Z celé řady textilních továren lze jmenovat firmy: J.G. Weiner & Söhne, J.G. Queisser, August Lassmann a Gustav Winkler Werke s nimiž spolupracovaly mnozí menší výrobci a dodavatelé. Na počátku 20. století se ve městě rozvíjelo odborné školství, např. známá cihlářská odborná škola, která se však po první světové válce přestěhovala do Frankfurtu nad Odrou.
Během první světové války byl v Lubáni zajatecký tábor pro ruské vojáky zajaté po bitvě u Tannenbergu. Za druhé světové války zde vzniklo několik táborů nucených prací. K největším patřil tábor „Wohnheimlager Gema” založený roku 1943. V něm držené Rusky a Polky vykonávaly nucené práce v podniku „Gema”. Další ženský tábor nazývaný „Lager Rübezahl” stál tam, kde je dnes hypermarket Lidl. V nynější ulici Robotnicza (tehdy Weidenstrasse) se nacházely dva pracovní tábory: Umsiedlungslager 108 pro přesídlence z Ukrajiny a Maďarska a další ženský pracovní tábor. V dnešních ulicích Włókiennicza a Słowackiego dále vznikly dva tábory pro zajatce ze Sovětského svazu. Zvláštní úlohu v obou světových válkách plnila Lubáň jako posádkové město. Již v letech 1897–1898 zde byl na přání pruského generálního štábu vystavěn na ploše 4 ha v ulici Courbierstraße (dnes ulice Wojska Polskiego) areál kasáren pro 2. batalión 19. pěšího regimentu „von Courbière“. Náklady ve výši 900 000 marek zaplatilo město. Po prohrané válce byl na základě Versailleské smlouvy snížen početní stav vojska a kasárny byly v roce 1919 zrušeny. Po nástupu Hitlera se potom v roce 1935 Lubáň stala sídlem 3. bataliónu 30. pěšího regimentu. 1. října 1938 se tato jednotka účastnila obsazení Československa. 1. září 1939 se batalión podílel na útoku proti Polsku, 27. září 1939 na dobytí Varšavy. Po taženích na východní frontě bojovali tito vojáci v rámci nově zformované divize v Berlíně až do posledních dnů Třetí říše.

#### Boj o Lubáň

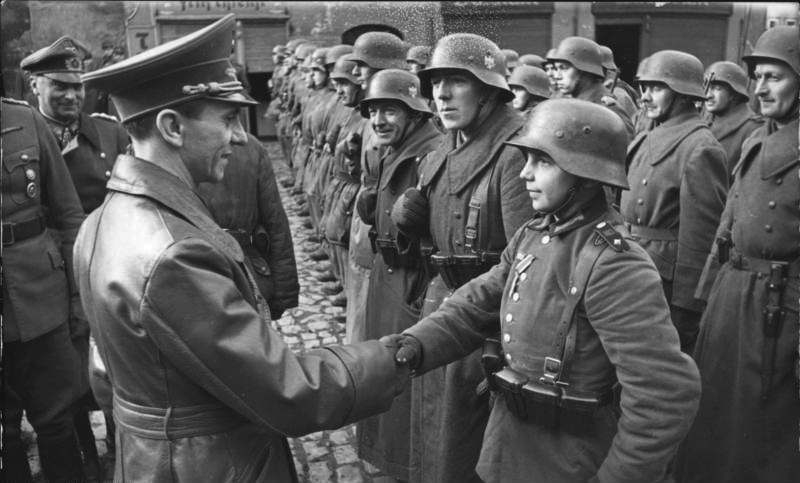
Joseph Goebbels vyznamenává člena Hitlerjugend Williho Hübnera (Lubáň 9. března 1945)

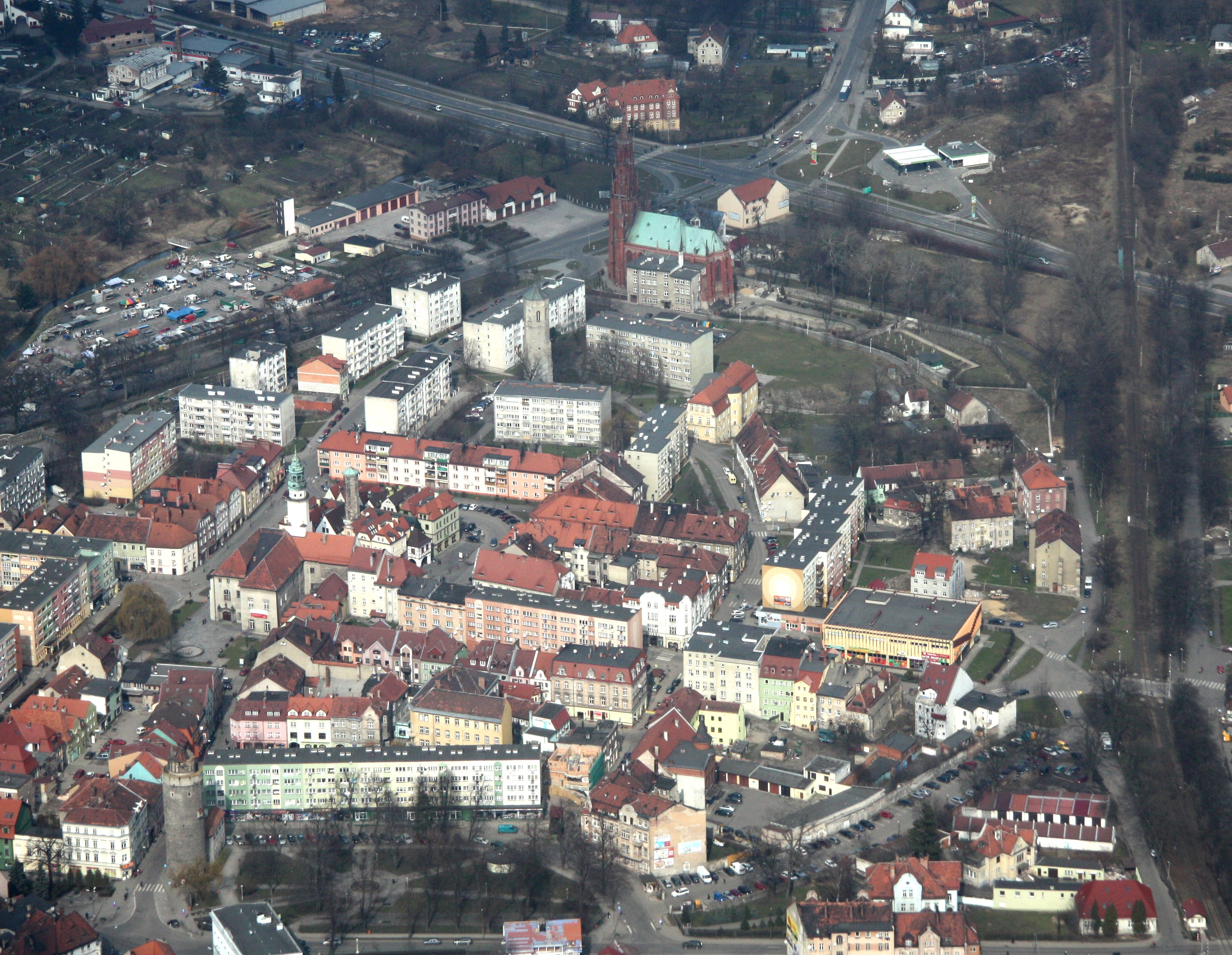
Centrum Lubáně (2009)

12. ledna 1945 zahájil 1. ukrajinský front Rudé armády ofenzívu na západ od sandoměřského předmostí. Již 19. ledna překročila sovětská vojska bývalou německo-polskou hranici, aby tak zahájila boje o Slezsko. Mezitím se v Lubáni konaly přípravy na ruský útok: na předpolí města vznikly příkopy, bariéry, minová pole a kulometné pozice, na důležitých silnicích a mostech byly nataženy ostnaté dráty. Velitel města Major Tschuschke měl k dispozici 900 mužů, převážně rekonvalescentů a mladých rekrutů. Výzbroj byla nedostačující. 10. února vznikl druhý prapor lubáňského Volkssturmu, čímž se počet obránců zvýšil na 1100 mužů. 13. února nastal čas pro evakuaci okolních vesnic, 17. února v 8 hodin z města odjel poslední evakuační vlak ve směru Görlitz. Přes příkaz město opustit zůstala velká část civilního obyvatelstva v Lubáni. 16. února obsadila 54. a 55. tanková armáda pod vedením Ivana Čugunova a Davida Dragunského místní část Bertelsdorf (Uniegoszcz). Tam se rozmístilo dělostřelectvo, které od rána 17. února ostřelovalo centrum Lubáně. Mnoho známých budov a památek bylo již v tento den více či méně zničeno. Když se Rusové přiblížili ke Kwise, byly mosty vyhozeny do povětří. Po 17. únoru se však přemístila také 8. tanková divize Wehrmachtu pod velením plukovníka Haxe. 24. února probíhaly urputné boje na lubáňském předměstí. Když už se situace Němců zdála beznadějná, rozhodl generální štáb přemístit k Lubáni 17. tankovou divizi a 6. pěší divizi. Obtížná pozice sovětských tankových armád pak přiměla maršála Koněva k jejich stažení. 6. března opustila Lubáň poslední sovětská vojska. Jednotky Wehrmachtu však krátce po osvobození města ztratily iniciativu. To byl vhodný okamžik pro nacistickou propagandu: 8. března přijel do Lubáně ministr propagandy Goebbels, aby v obklopení novinářů pronesl před vojáky svou řeč. Krátce před dalším příchodem vojsk Rudé armády vydal Hitler 19. března rozkaz, aby bylo zničeno veškeré vybavení a zařízení, které by Rusové mohli použít. 9. května 1945 Lubáň obsadila Rudá armáda. Výsledkem týdnů bojů bylo to, že podstatná část města ležela v troskách. Zničeno bylo asi 60% veškeré zástavby, konkrétně 1850 domů. Nejvíce ze všeho utrpělo historické centrum, zejména oblast mezi hlavním náměstím a kostelem Nejsvětější Trojice.

### Lubáň jako polské město

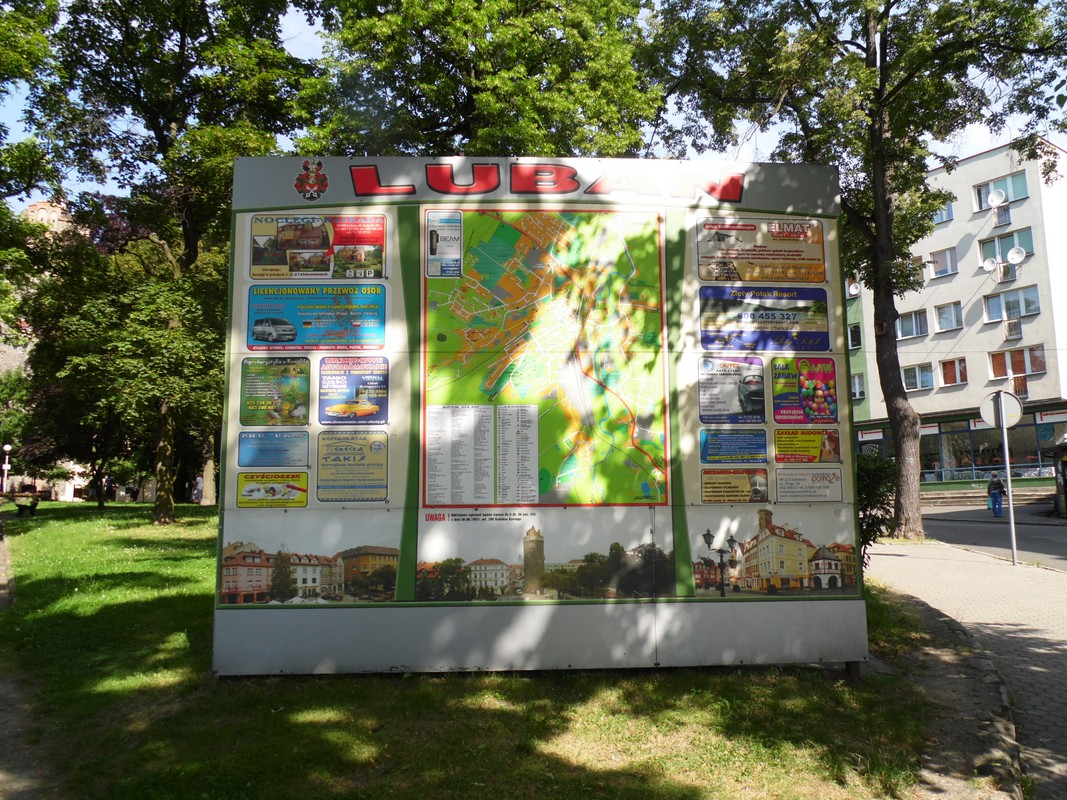
Plán Lubáně (2014)

V květnu 1945 zbylo v Lubáni pouze asi 3000 z původních 17 353 obyvatel. Podle ustanovení Postupimské dohody již bylo brzy zřejmé, že toto území bude zařazeno mezi tzv. Ziemie Odzyskane (tj. znovuzískaná území) a že tudíž připadne Polské republice. Ještě za sovětské správy Lubáně zde vznikl úřad kanceláře zplnomocněnce polské vlády. Mezi 86 osobami, které zde pracovaly, bylo i 26 Němců. Prvním polským starostou se stal Antoni Stawiarski. 15. září 1945 odjeli poslední rudoarmějci. V počátcích tu docházelo k četným krádežím na majetku původních obyvatel, což vedlo 22. listopadu 1945 k zvláštnímu výnosu Ministerstva pro znovuzískaná území (Ministerstwo Ziem Odzyskanych). Návratovou vlnu polské populace z Německa a Západní Evropy organizoval Státní repatriační úřad (Państwowy Urząd Repatriacyjny). S příchodem nových polských obyvatel pak úzce souvisela otázka vysídlení Němců. 30. března 1946 žilo ve městě 4869 Poláků a 1617 Němců. V prosinci 1946 počet Němců klesl na 869 a do prosince 1948 asi na 200. Nejdéle zde zůstali průmysloví specialisté, na něž se odsun nevztahoval. Polští občané, kteří se usadili ve městě, přišli z různých zemí a pocházeli z různých etnických, kulturních a společenských skupin. 54,6% z nich tvořili tzv. „repatrianti“, jak byli oficiálně nazýváni vystěhovalci z bývalého východního Polska, které obsadil Sovětský svaz. V lubáňském okrese to byli v roce 1947 zejména ti z vojvodství Tarnopol (4263), Wilno (3707), Lwów (3421), Stanisławów (1996), Wołyń (1795) a Nowogródek (1374). Po druhé světové válce bylo nezbytné znovu vybudovat celou průmyslovou infrastrukturu, což se týkalo obzvláště železnice a textilních továren. V období komunistického režimu vznikl mimo jiné podnik Lubańskie Zakłady Przemysłu Bawełnianego (LZPB). Významným lubáňským výrobcem je již od roku 1945 AGROMET ZEHS, což je závod na výrobu sestav pro hydraulické systémy např. hydraulické motory užívané v zemědělství či stavebnictví. Z oblasti kultury lze jmenovat osobnosti místního divadelního života, jako byl Włodzimierz Boruński (1906–1988) nebo Adam Krotochwila (1879–1957). Ve městě se rozvinulo školství, které v rámci okresu dodnes poskytuje střední vzdělání například v oblasti ekonomie. Bylo zde založeno muzeum, obnovila se také tradice posádkového města, neboť v Lubáni sídlila vojenská pohraniční brigáda Wojska Ochrony Pogranicza (WOP). V padesátých letech žilo ve městě a okolí asi 300 Makedonců a Řeků. V roce 2008 se Miss Polska stala Angelika Jakubowska z Lubáně.

## Obyvatelstvo
U současné polské populace města Lubáň je konstatováno stárnutí. V roce 2006 byl přirozený přírůstek -54. Dospělé obyvatelstvo ve věku 18–39 let zaujímá 23,8 %, věková skupina od 50 do 59 let 33,3 %, nejpočetnější jsou občané od 60 let a výše, kterých je 42,9 %. Nelze se divit, že také prognóza dalšího vývoje nevyznívá příliš optimisticky. Na období let 2013–2020 se předpovídá pokles -4,48 %, počet obyvatel Lubáně tedy v roce 2020 klesne na 20 940. V letech 2020–2035 ubude 4,48 % obyvatel, kterých roku 2035 bude podle této prognózy 17 804.

## Politika

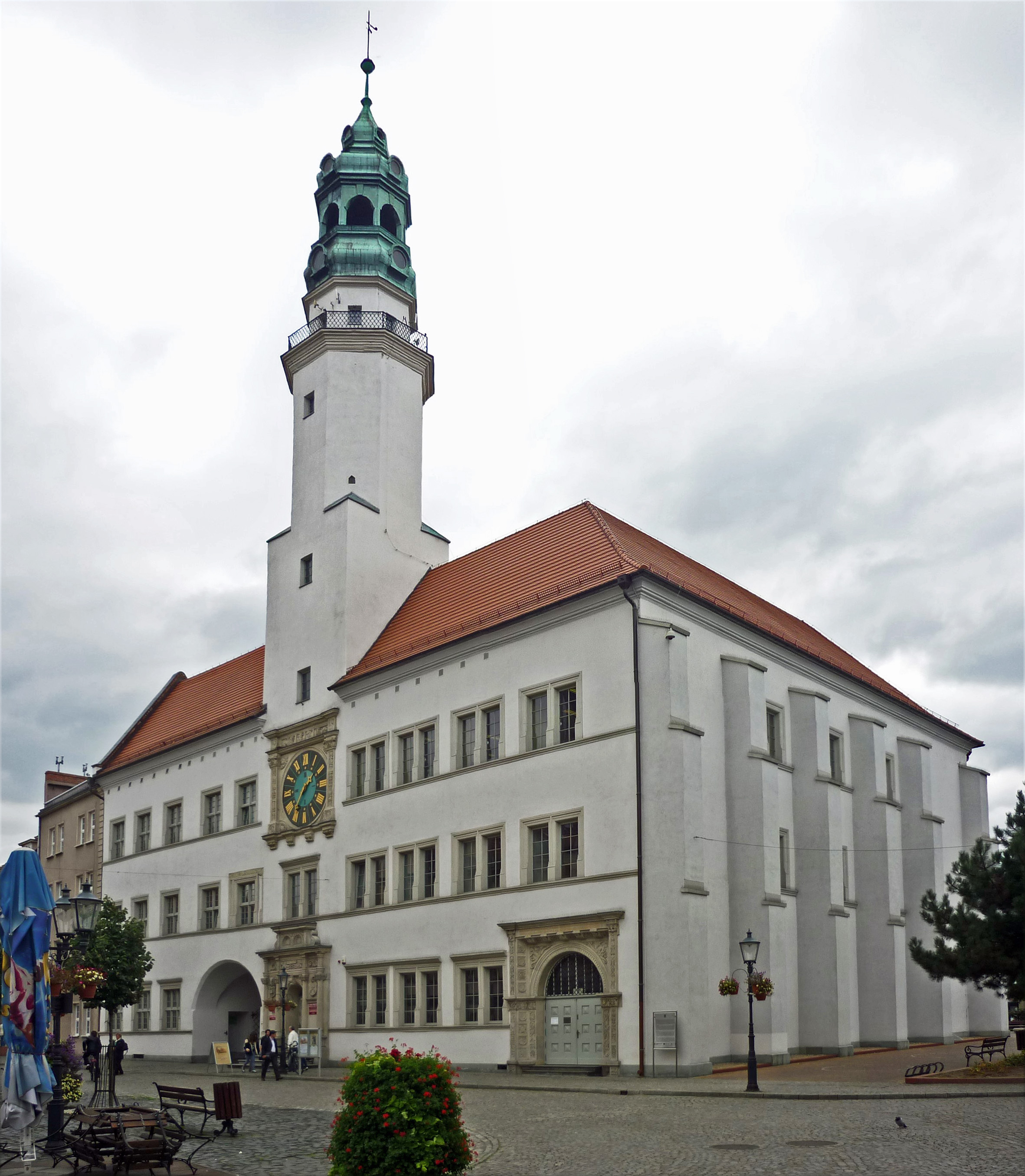
Radnice

### Městská rada
Městská rada je řídícím a kontrolním orgánem, který určuje veřejné záležitosti místního významu, pokud nejsou zákonem vyhrazeny pro jiné subjekty. Konkrétní kompetence předepisuje Zákon o městské samosprávě (Ustawa o samorządzie gminnym, Rozdział 3., Art. 18.). Rada Lubáně má 21 členů, kteří zastupují příslušné volební okrsky. Součástí lubáňské městské rady je 6 komisí pro rozpočet; bytové hospodářství; vzdělávání, kulturu, sport a rekreaci; zdravotnictví a sociální služby; bydlení; audit.
|      | Katolickie Rodziny "Razem" w Lubaniu | Platforma Obywatelska | Sojusz Lewicy Demokratycznej | Obywatelski Komitet Wyborców LUBAŃ 2006 | Obywatelski Komitet Wyborców LUBAŃ 2010 | PiS | Obywatelski Komitet Wyborców LUBAŃ 2014 Razem | KWW Nowy Lubań | KWW Tomasza Korcza | Obywatelski Komitet Wyborców LUBAŃ 2018 Razem | Łączy nas Lubań | Celkem |
| 2006 | 4                                    | 8                     | 4                            | 5                                       | –                                       | –   | –                                             | –              | –                  | –                                             | –               | 21     |
| 2010 | 3                                    | 8                     | 4                            | –                                       | 5                                       | 1   | –                                             | –              | –                  | –                                             | –               | 21     |
| 2014 | –                                    | 5                     | 2                            | –                                       | –                                       | –   | 11                                            | 2              | 1                  | –                                             | –               | 21     |
| 2018 | –                                    | –                     | –                            | –                                       | –                                       | –   | –                                             | –              | –                  | 12                                            | 9               | 21     |

### Starosta
Hlavním představitelem gminy je starosta (burmistrz). Od roku 2010 je starostou Arkadiusz Słowiński, kterého ve druhém kole voleb zvolilo 58% lubáňských občanů. V roce 2013 byla kritizována výše jeho platu, která byla srovnatelná s platem primátora Vratislavi (ca 638 000 obyvatel).

### Znak

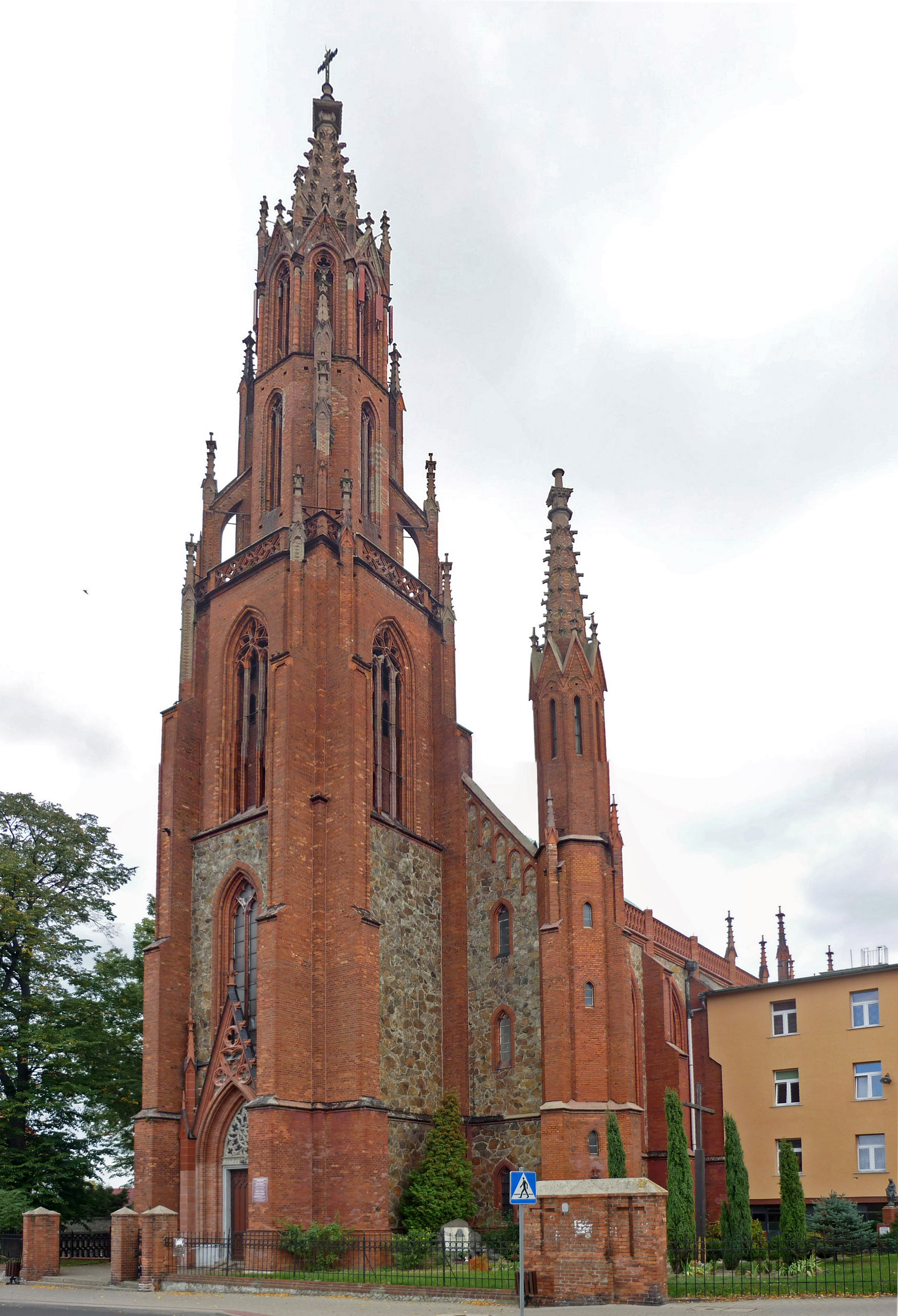
Farní kostel Nejsvětější Trojice

Městský znak je vedle vlajky a pečeti jedním ze tří symbolů města. Rozlišuje se znak historický a zjednodušený. Historický znak Lubáně tvoří velký štít s hradbou a bránou a dvěma špičatými obrannými věžemi na čtverovém půdoryse. Hradba i věže jsou zakončeny cimbuřím. Ve věžích jsou zamřížovaná okna, částečně spuštěná mříž je i v bráně uprostřed hradby. Mezi věžemi je nejstarší část znaku: štít rozdělený na červené a zlaté pole, na jejichž středu jsou dva zkřížené stříbrné klíče. Štít je završen zlatou přilbou s trojitou korunou a černým a červeným křídlem. Mezi křídly je stříbrný dvouocasý český lev se zlatou korunou. Zjednodušený znak pak tvoří dva zkřížené stříbrné (bílé) klíče v červeno-černém poli. Jádro znaku se zkříženými klíči pochází z roku 1344, kdy se před Lubání utábořil tzv. falešný Waldemar, uzurpátor, který se vydával za zemřelého braniborského markraběte. Loajální občané okamžitě uvědomili svého pána Jindřicha I. Javorského. Když přijel do města, vyšli mu radní a měšťané vstříc a předali mu klíče od městské brány. V kostele Nejsvětější Trojice tuto událost připomínal nápis: Illustris Princeps Henricus respice quondam / Ob fidei meritum Clavia Insigna donat. (Osvícený kníže Jindřich, ohlédni se, kdysi daroval za věrné zásluhy klíče jako erb).

### Partnerská města
- Kolín, Česko, od roku 1997
- Löbau, Německo, od roku 1998
- Kamenec, Německo, od roku 1998
- Prienai, Litva, od roku 1999
- Königsbrück, Německo
- Frýdlant, Česko, od roku 2015

## Pamětihodnosti

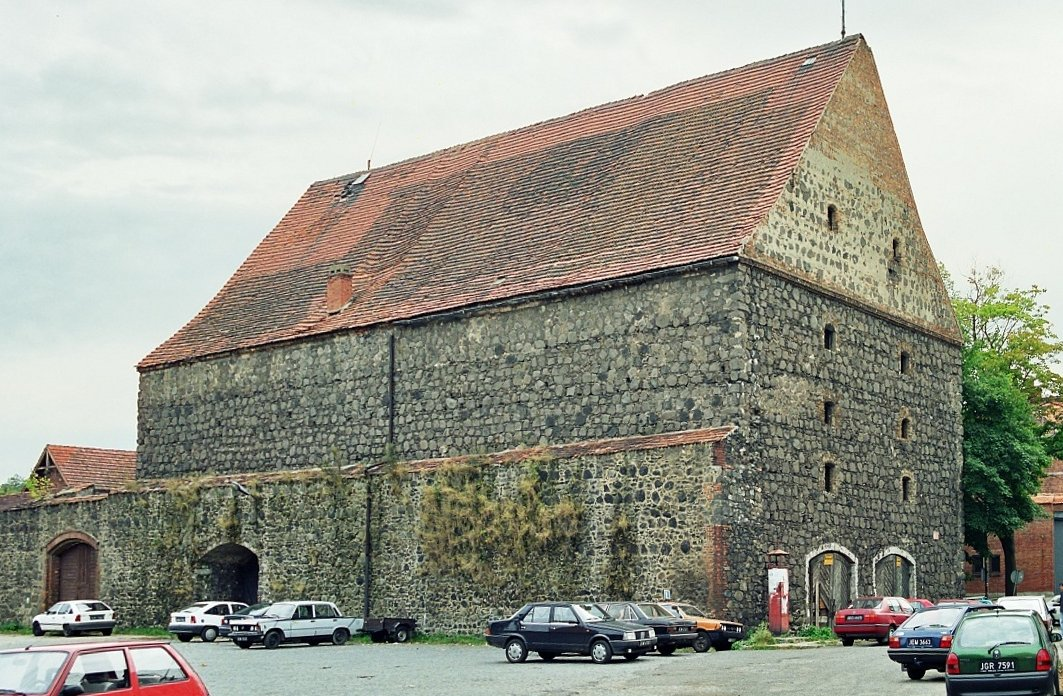
Solnice, postavena v roce 1539

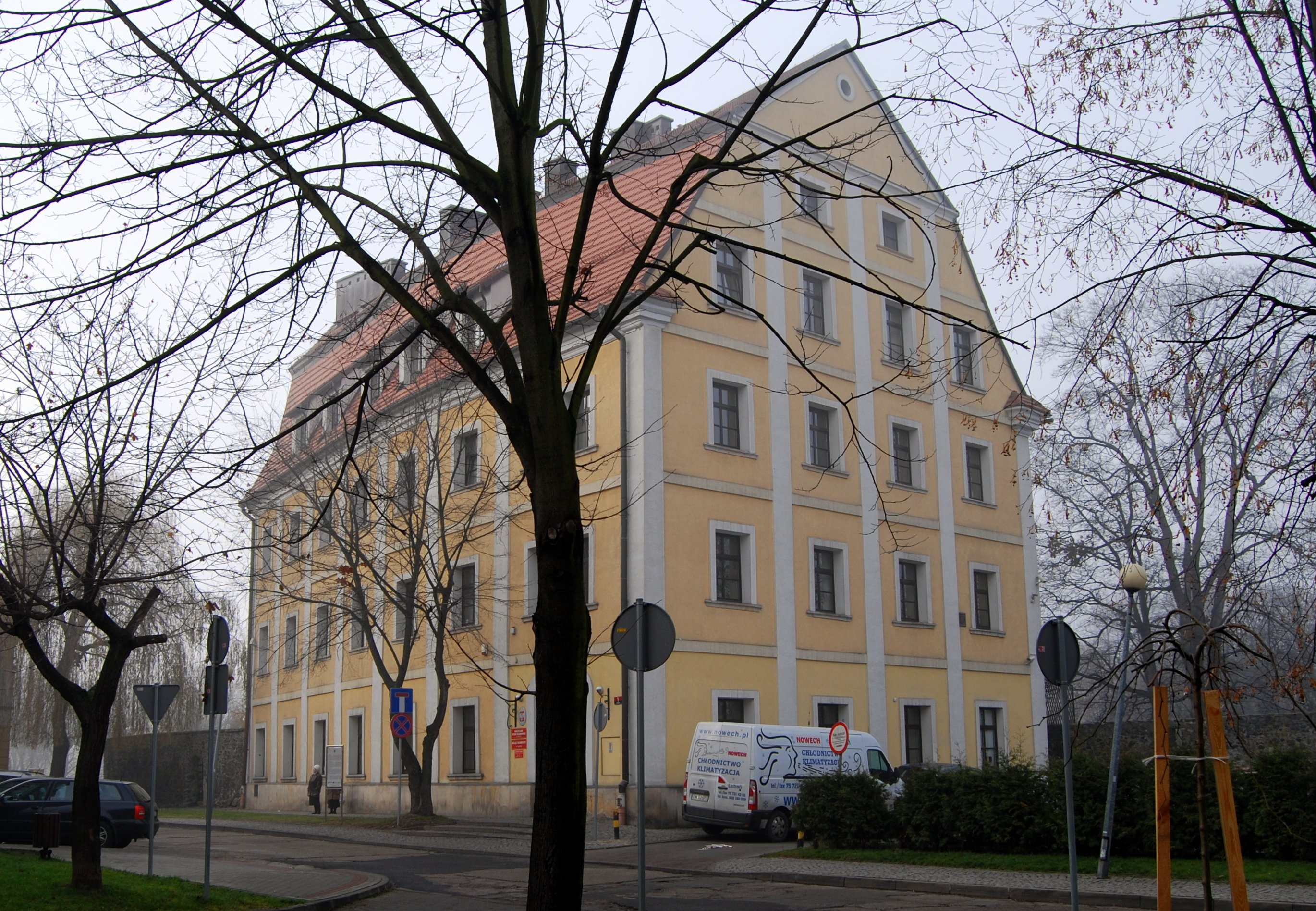
Dům Pod Lodí

### Sakrální stavby
- Farní kostel Nejsvětější Trojice (Kościół parafialny pw. Trójcy Świętej / Dreifaltigkeitskirche) – Farní kostel Nejsvětější Trojice byl poprvé zmíněn v roce 1320 a až do roku 1810 byl pod patronátem magdalenitek. Původní stavba z 15. století však byla po požáru roku 1879 zbořena. Pozůstatkem tohoto prvního kostela je jeho zvonice, která se dnes označuje jako Trojiční věž. V letech 1857–1861, v období průmyslového rozvoje města, kdy vzrostl počet katolíků, byl poblíž místa původní stavby vystavěn nový neogotický kostel podle návrhu architekta Alexise Langera. Vnitřní vybavení navrhl mnichovský architekt Johann Marggraff. Obraz na hlavním oltáři vytvořil pražský malíř Eduard von Engerth, obrazy na postranních oltářích namaloval Wilhelm Hauschild z Mnichova.
- Kostel Panny Marie (Kościół ewangelicki Marii Panny / Frauenkirche) – Tento původně katolický pohřební kostel je poprvé zmíněn v roce 1384. Po škodách, které utrpěl za husitských válek, byl nově zřízen roku 1452 a později vícekrát přestavěn. Novogotické vnitřní zařízení je z let 1887–1888. Hlavní oltář zobrazuje Ukřižování, kazatelnu dodala mnichovská firma Franz Mayer & Co. Část inventáře pochází z dnešního Storožynce na Ukrajině.
- Kostel sv. Kříže (Kościół ewangelicki pw. Świętego Krzyża / Kreuzkirche) – Kostel Kristova Kříže byl postaven na místě bývalého kláštera minoritů v letech 1703–1706, po požáru roku 1760 byl rekonstruován a barokizován, během ostřelování města v roce 1945 byl zcela zničen.

### Profánní stavby
- Radnice (Ratusz / Rathaus) – Nejvýznamnější zachovalou profánní stavbou v Lubáni je renesanční radnice z let 1539-1544. Na stavbě se podílel H. Lindener, který byl znám svými realizacemi v dolnoslezských městech. Bohužel již v roce dokončení radnice vyhořela, zničen byl městský archiv, obrazy i celé vybavení. Obnova trvala až do roku 1561, kdy byla dokončena věž. V roce 1627 byla zahájena stavba zasedacího (později: královského) sálu. Požáry radnici poškodily ještě v letech 1659 a 1760, což si vyžádalo další stavební úpravy. Po značném poškození v důsledku boje o Lubáň na konci druhé světové války byla roku 1950 zahájena rekonstrukce. Dnes je tato budova sídlem městského úřadu, regionálního muzea a veřejné knihovny.
- Bratrská věž (Baszta Bracka / Brüderturm) – Tato mohutná věž je architektonickou dominantou v jižní části města. Postavena byla v roce 1318 jako součást opevnění. Hned vedle ní stála Bratrská brána mezi vnější a vnitřní hradbou, která sloužila jako obranná základna jak pro bránu, tak pro blízký klášter minoritů. Roku 1510 zmiňuje kronika položení měděné střechy, v roce 1571 pak obnovu cimbuří. Stavba na kruhovém půdoryse je postavena z čediče, horní část potom z cihel. Současná podoba cimbuří pochází z 19. století.
- Kramářská věž (Wieża Kramarska / Krämerturm) – Tato věž je pozůstatkem první radnice z roku 1228, která v roce 1487 padla za oběť požáru. Své jméno získala podle stánků, které si řemeslníci stavěli na týdenních trzích. Po požáru byla původní radnice zbořena a kramářská věž byla obestavěna novými domy, které byly zničeny za druhé světové války. V 80. letech 20. století byl v souvislosti s revitalizací centra tento komplex domů znovu postaven. Od roku 2004 zde sídlí Galeria Łużycka.
- Trojiční věž (Wieża Trynitarska / Dreifaltigkeitsturm) – Trojiční věž byla původně zvonicí starého farního kostela sv. Trojice. Na nepravidelné, v horní části osmihranné věži byla v roce 1882 položena modrá střešní krytina. Během smutku za císaře Fridricha III. v roce 1888 pukl zvon z roku 1775.
- Solnice (Dom Solny / Salzhaus) – Renesanční solnici nechalo město postavit v letech 1537–1539. Sloužila jako sklad zboží a soli. Třípodlažní budova byla postavena z čediče mezi vnější a vnitřní hradbou. Na omítnutém pásu pod římsou z jižní strany se zachoval slabě čitelný letopočet 1539.
- Dům Pod Lodí (Dom pod Okrętem / „Das Haus zum Schiff“) – Dům Pod Lodí je významnou památkou, která dokládá kupecký charakter města. Byl vybudován v roce 1715 Janem Kirchhoffem. Kirchhoffové se zabývali obchodem s plátnem a podíleli se rovněž na správě města. V roce 1820 byl dům zakoupen rodinou Rostových, která ho nechala přestavět. V letech 1930–1945 zde sídlilo městské muzeum. Dům byl zničen v roce 1945 a obnoven byl až v 70. letech 20. století. Název domu je odvozen z kamenného portálu, na němž je vyobrazena plachetnice na moři.
- Gymnázium (Liceum / Gymnasium) – Latinské humanistické gymnázium postavené kancléřem Adrianem Albinem v roce 1588 se stalo známým po celé Horní Lužici. Budova několikrát vyhořela a byla opětovně přestavována. Na barokním kamenném portálu je letopočet 1752.
- Městské hradby (Mury Miejskie) – Dochovaný úsek hradeb v severozápadní části města je připomínkou opevnění vybudovaného po roce 1318. Tyto dvojité hradby silné 2,4 m byly doplněny baštami a věžemi. Průchod umožňovaly čtyři hlavní brány. Jako stavební materiál je použit čedič, který je v Lubáni snadno dostupný.[30][9]

## Kultura

### Městský dům kultury
- Miejski Dom Kultury – Městský dům kultury, jehož zřizovatelem je městský úřad v Lubáni, pořádá vystoupení, koncerty, výstavy a čtení stejně jako různé soutěže včetně výuky cizích jazyků.

### Muzea a knihovny
- Muzeum Regionalne – V lubáňském regionálním muzeu, které sídlí v budově radnice, jsou dvě stálé expozice umístěné ve výstavní místnosti v přízemí. Expozice „Historie Lubáně“ představuje nejdůležitější události v dějinách města od 13. století až do padesátých let 20. století. Druhá expozice „Umění a řemesla“ vystavuje kovové předměty, keramiku, sklo, malbu a grafiku z pomezí Slezska a Lužice. V Bratrské věži je expozice mineralogie a geologie Jizerských hor a Krkonoš, která je nazvaná „Minerály západních Sudet“.
- Miejska i Powiatowa Biblioteka Publiczna – Hlavní knihovna, která poskytuje nejširší spektrum služeb, se nachází v budově radnice. Kromě ní ve městě existují ještě 3 pobočky.

### Události
- Dny Lubáně (Dni Lubania) – Náplní slavnostního dne, který spadá na konec školního roku a zahájení prázdnin, jsou koncerty, rodinné zábavy a svatojánská noc včetně vystoupení v historických kostýmech.
- Sudetský festival minerálů (Sudecki Festiwal Minerałów) – Tento mezinárodní festival je určen všem zájemcům o minerály a přírodniny.
- Lubáňský pouliční běh (Lubańskie Biegowisko) – Lubáňský pouliční běh pořádá každoročně město Lubáň a Městské sportovní a rekreační středisko.

### Sport
Ve městě existuje 13 sportovních klubů, které se věnují lehké atletice, fotbalu, basketbalu nebo bojovým sportům. K dispozici jsou četná sportoviště např. Hala sportowa MOSiR, Stadion Kartingi a Stadion sportowy. Sportovní aktivity zaštiťuje Městské sportovní a rekreační středisko (Miejski Ośrodek Sportu i Rekreacji).

## Ekonomika a infrastruktura

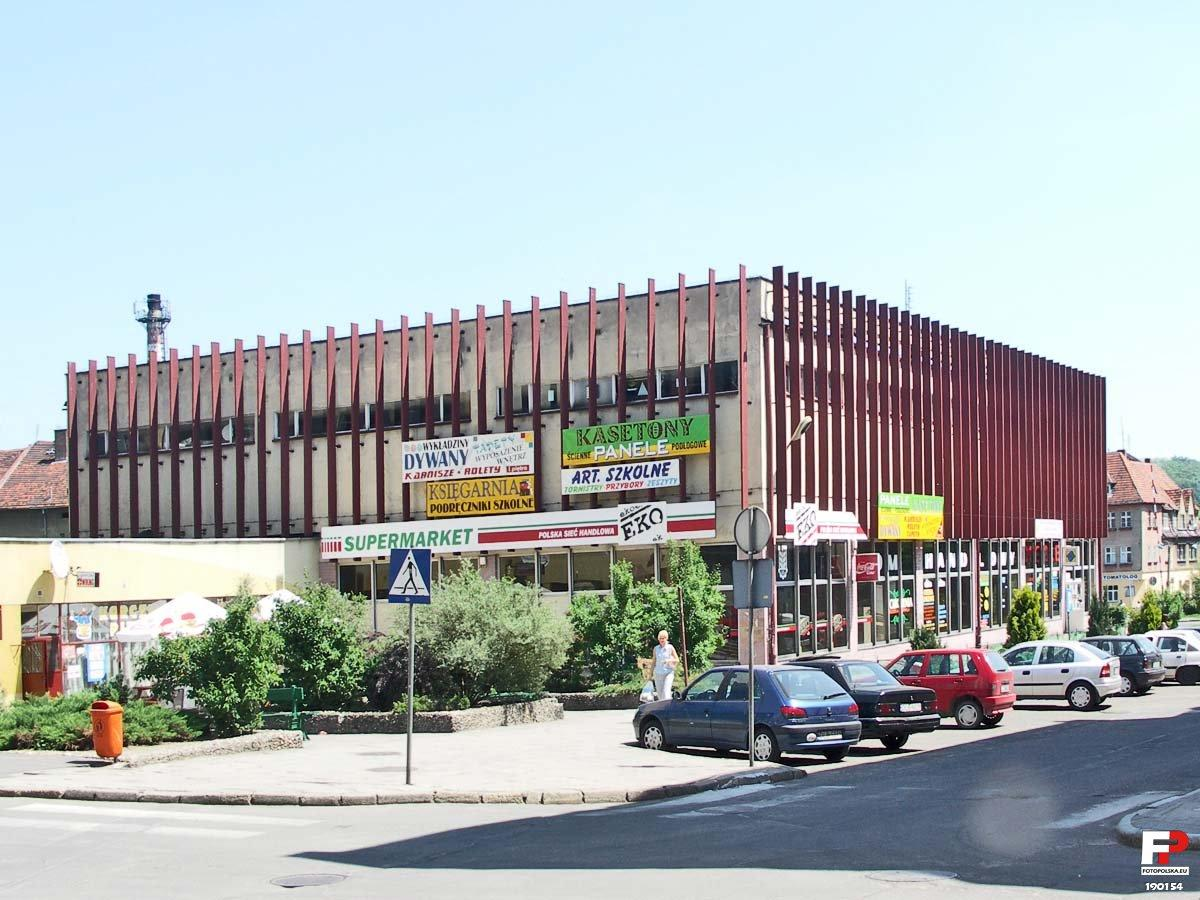
Obchodní dům

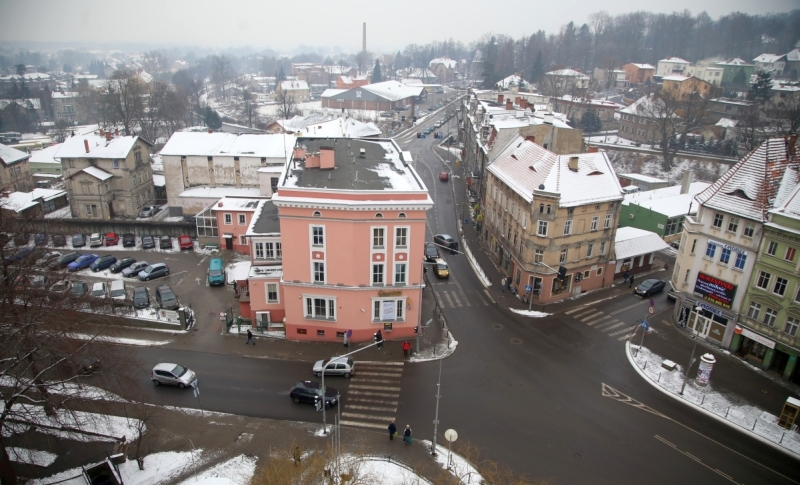
Pohled na centrum z Bratrské věže

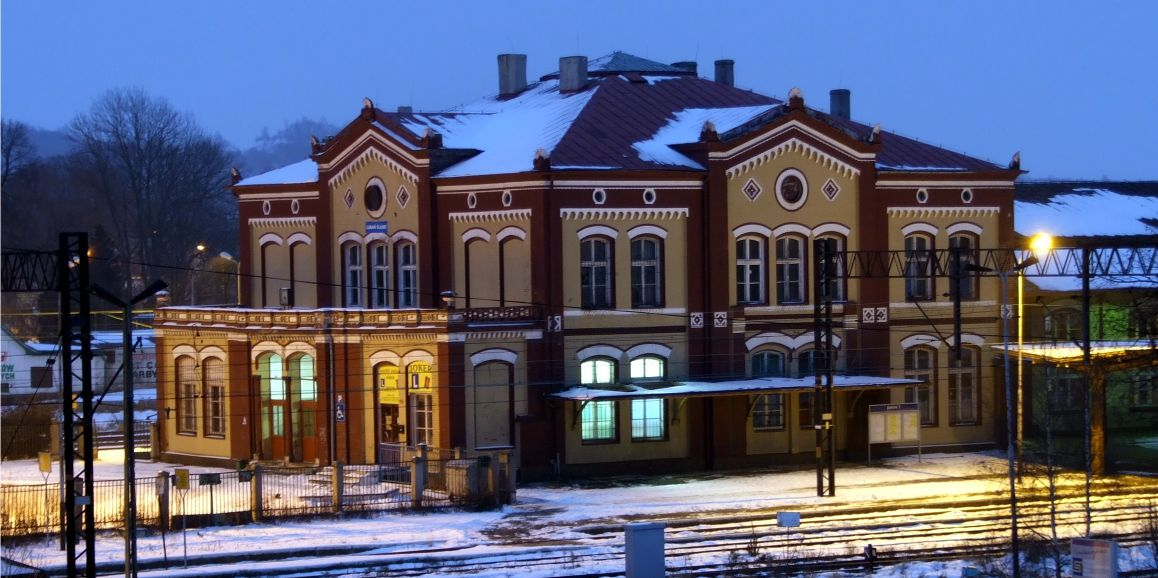
Nádraží v Lubáni

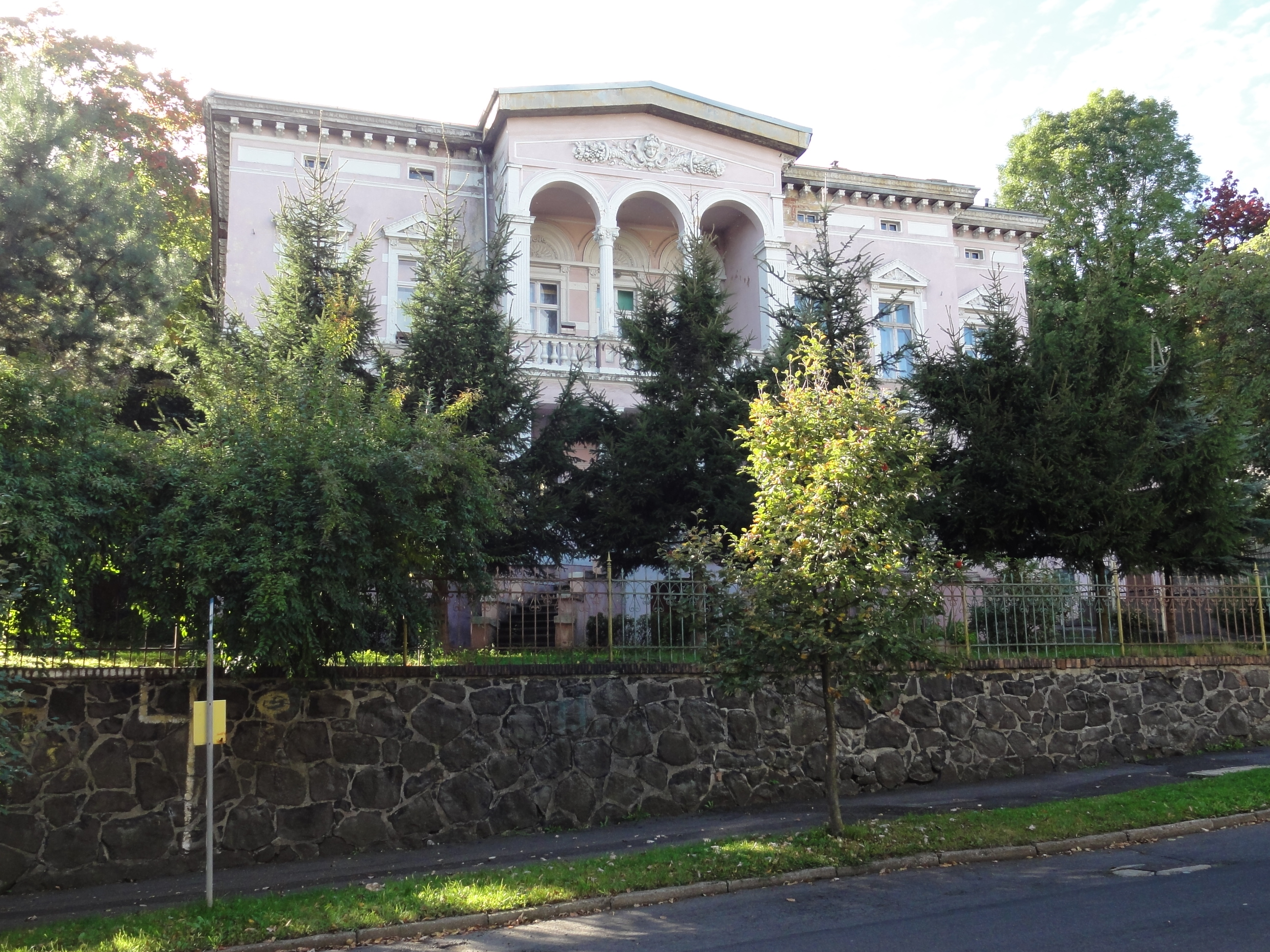
Základní škola č. 3

Jako správní město je Lubáň střediskem služeb a zásobování pro lubáňský okres. Největší počet hospodářských subjektů se soustřeďuje ve zvláštní ekonomické zóně Kamienna Góra (Kamiennogórska Specjalna Strefa Ekonomiczna) o rozloze 15,24 ha. Dalším významným zaměstnavatelem je státní správa a městem provozované společnosti, jako je Středisko pro školení pohraniční stráže, Lužické lékařské centrum, Městský a Okresní úřad, policie, hasičský záchranný sbor, vzdělávací instituce a městské servisní společnosti. Díky rozvinutému školství má Lubáň dostatek studentů a absolventů. Podíl firem však činil v roce 2013 pouze 30 právnických osob na 1000 obyvatel, což je jednou z příčin nezaměstnanosti, která roku 2016 v lubáňském okrese dosahovala 11,3%. Ekonomický potenciál města je do jisté míry blokován malou plochou pozemků, které by byly vhodné pro velké průmyslové investice a jejich nízkou dopravní dostupností a atraktivitou.

### Hlavní podniky
- Dr. Schumacher Sp. z o.o. – Tato firma (dříve Imka Sp. z o.o.) vyrábí vlhčené ubrousky užívané v zdravotnictví, kosmetice a v domácnosti.
- Imakom Sp. z o.o. – Firma Imakon se věnuje zakázkovému šití na míru zejména v oblasti netkaných textilií pro zdravotnictví, úklid, kosmetiku a technické účely.
- Automatec Sp. z o.o. – Automatec se zabývá automatizovanými systémy pro průmyslovou výrobu, vyrábí mimo jiné automatizované skladové a dopravní systémy.
- Agromet ZEHS – Firma byla založena v roce 1945 jako Przedsiębiorstwo Państwowe Traktorów i Maszyn Rolniczych. Soustředí se na výrobu hydraulických ručních čerpadel a rotačních válců.
- PONAR LUBAŃ Sp. z o.o. – Tato firma (dříve Hydraulika Siłowa – Lubań) vznikla v roce 2005. Vyrábí plunžrové a pístové hydraolické válce.

### Doprava
Železniční doprava spojuje Lubáň s městy Jelení Hora, Leśna, Węgliniec a Zgorzelec. Železniční trať 279 zajišťuje dopravu mezi stanicemi Węgliniec–Lubań, trať 247 pro trasu Jelení Hora–Lubań–Zgorzelec byla v roce 2011 reaktivována pro osobní dopravu, trať mezi městy Lubań–Leśna funguje od roku 1991 jen pro nákladní dopravu.
Lubáň se nachází v dosahu 11 km vzdálené polské dálnice A4, respektive evropské silnice E40 (vjezd z vojvodské silnice 296). Trasa Zgorzelec–Lubań–Gryfów Sląski–Jelení Hora vede po krajské silnici 30, která se částečně překrývá s evropskou silnicí E65. Města Kożuchów, Żagań, Iłowa, Ruszów a Węgliniec jsou z Lubáně dostupná po vojvodské silnici 296. Silnice 357 vede do měst Sulików, Nowogrodziec a Osiecznica. Po silnici 397 je dostupná města Kościelnik a Leśna.
První plány na zavedení poválečné veřejné dopravy byly vytvořeny v sedmdesátých letech, první autobusy se však dostaly do městských ulic v červnu 1989. Jednalo se o běžné autobusy PKS, které nejsou vhodné pro provoz ve městě. Společnost PKS Voyager, která převzala městskou dopravu v Lubáni po úpadku Pekaes Lubań, plánuje zavedení vozidel vhodnějších pro městskou dopravu. Od roku 2011 jsou v provozu čtyři linky veřejné autobusové dopravy. Dálkovou autobusovou dopravu zajišťují společnosti PKS Voyager a Bieleccy.

## Vzdělání
Ve městě jsou 3 státní a 2 soukromé mateřské školy, 5 základních škol, z nichž 1 je soukromá, a 3 školy střední. Vedle nich zde působí ještě Hudební škola Oskara Kolberga. Vzhledem ke klesajícímu počtu žáků se od roku 2016 uvažuje o reformě, která má vést mimo jiné k sloučení některých stávajících škol do osmiletých gymnázií. Nezbytná je také modernizace tělocvičen a výukových laboratoří.

## Osobnosti

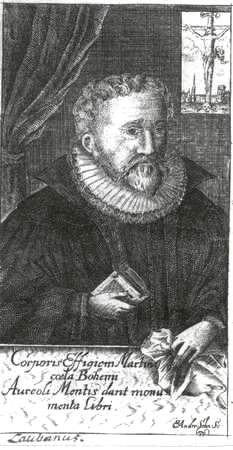
Martin Behm (1557–1622) – luterský farář, spisovatel a autor textů duchovních písní

- Adrian Albinus (1513–1590), právní vědec
- Paul Fabricius (1529–1589), humanista, matematik, astronom, botanik, geograf a básník
- Martin Behm (1557–1622), luterský farář, spisovatel, autor textů duchovních písní
- Johann Knöfel (* kolem 1525–30; † po roce 1617), hudební skladatel
- Abraham Hosemann (1561–1617), historiograf
- Jacob Bartsch (1600–1633), astronom
- Karl Gottlob von Anton (1751–1818), právník a historik, spoluzakladatel Hornolužické společnosti věd
- Elisabeth von Saldern (1878–1938), abatyše
- Arno Schmidt (1914–1979), spisovatel
- Angelika Jakubowska (*1989), modelka